# Partido de Hipólito Yrigoyen
Partido de Hipólito Yrigoyen är en kommun i Argentina.   Den ligger i provinsen Buenos Aires, i den centrala delen av landet, 300 km sydväst om huvudstaden Buenos Aires. Antalet invånare är 8 819. Arean är 1 663 kvadratkilometer.
Terrängen i Partido de Hipólito Yrigoyen är mycket platt.
Trakten runt Partido de Hipólito Yrigoyen består till största delen av jordbruksmark. Runt Partido de Hipólito Yrigoyen är det mycket glesbefolkat, med 5 invånare per kvadratkilometer.